# Podutana
Podutana (tudi Svet Lienart ali Šentlenart, furlansko San Lenart, italijansko San Leonardo) je italijanska občina s 1.182 prebivalci v Videmski pokrajini v Furlaniji - Julijski krajini. Gorenja Miersa je sedež občine, kjer je občinska dvorana. Kraj Svet Lienart se prvič omenja v dokumentu iz leta 1257, ime pa izhaja iz zavetnika farne cerkve Sv. Lenarta iz Noblac-a. Občina se nahaja na nadmorski višini med 138 in 719 metri na hribovitem območju. Območje sestavlja južni del dolin rečic Kosce in Arbeča do ravnin.

## Upravne enote (frazioni)
- Čemur (Cemur)
- Čišnje (Cisgne)
- Čarnica / Črniza (Cernizza)
- Dolenjane (Dolegna)
- Groblje / Gruobja (Grobbia)
- Hlasta (Clastra)
- Hrastovije (Crostù)
- Jagnjed (Jainich ali Iainich)
- Jesenje (Iessegna)
- Jesičje / Ješičje (Iesizza)
- Kamunjar (Camugnero)
- Kosca / Kozca (Cosizza)
- Dolenja Kozca (Cosizza di Sotto)
- Kravar (Cravero)
- Gorenja Miersa (Merso di Sopra)
- Dolenja Miersa (Merso di Sotto)
- Dolienjane (Dolegna)
- Ošnje / Ošnije (Osgnetto)
- Ovica (Ovizza)
- Pičič (Picig)
- Pikon (Picon)
- Podkravar / Hum (Podcravero ali Potcravero)
- Podutana (San Leonardo)
- Poštak / Puoštak (Postacco ali Postach)
- Prehod (Precot)
- Seuce (Seuza)
- Škrutove (Scrutto)
- Ušivica / Ušiuca (Ussivizza)
- Zabardo (Zabrida)
- Zamier (Zamir)
- Utana (Altana)

## Etnična sestava prebivalstva
Po popisu prebivalstva iz leta 1971 se je 89,2 % prebivalcev v občini Sv. Lienart-Podutana opredelilo, da so Slovenci.

## Pomembni ljudje iz Šentlenarta
- Edi Bucovaz, ustanovitelj ansambla Beneški fantje
- Lovrenc Osgnach, duhovnik, redovnik in misijonar
- Jožko Ošnjak, partizan in publicist